# N-chloorsuccinimide
N-chloorsuccinimide of NCS is een organische verbinding met als brutoformule C4H4ClNO2. De stof komt voor als witte kristallen, die slecht oplosbaar zijn in water. 

## Synthese
N-chloorsuccinimide wordt bereid door reactie van succinimide met chloorgas.

## Toepassingen
N-chloorsuccinimide is een reagens in de organische chemie. Het wordt aangewend als milde oxidator en als activerend reagens bij de Corey-Kim-oxidatie. Verder is het een sterk chlorerend reagens voor onder andere allylverbindingen en alkylaromaten (de benzylische plaats). Omdat de verbinding kristallijn is, laat ze zich veel gemakkelijker en veiliger hanteren, opslaan en transporteren dan chloorgas.
Op grote schaal wordt N-chloorsuccinimide aangewend bij de synthese van geneesmiddelen. 

## Toxicologie en veiligheid
N-chloorsuccinimide is een corrosieve vaste stof, die schadelijk is voor de ogen en de luchtwegen. Bij contact met de huid kunnen jeuk, roodheid en soms weefselbeschadiging optreden. Langdurige of herhaalde blootstelling kan longschade, bewusteloosheid of zelfs de dood veroorzaken.